# 360° (bài hát)
360° (サンビャクロクジュウド Sanbyaku Rokujuu Do) là đĩa đơn thứ 17 của miwa được phát hành vào ngày 25 tháng 2 2015 bởi Sony Music Records。

## Bài hát

### Phiên bản giới hạn
CD
1. 360°
Bài hát chủ đề phim Doraemon: Nobita và những hiệp sĩ không gian
2. LOVE LOVE LOVE
DREAMS COME TRUEの同名曲のカバー。2014年発売のトリビュート・アルバム『私とドリカム -DREAMS COME TRUE 25th ANNIVERSARY BEST COVERS-』に収録されているバージョン。
3. Delight〜Phiên bản live〜
4. 360°〜instrumental〜

DVD
1. 「360°」 Music Video

### Limit Time Edition
CD
1. 360°〜Phiên bản đặc biệt Kỉ niệm 35 phim chủ đề Doraemon〜
2. 360°
3. 360°〜Bài hát kết thúc phiên bản truyền hình〜
4. 360°〜Phiên bản đặc biệt Kỉ niệm 35 phim chủ đề Doraemon - bản Karaoke

DVD
1. Bài hát kết thúc TV Anime+Nhảy vũ đạo

### Phiên bản thường
1. 360°
2. LOVE LOVE LOVE
3. Delight〜Phiên bản Live〜
4. 360°〜instrumental〜